# Mistrzostwa Oceanii w Futsalu Kobiet 2024
Mistrzostwa Oceanii U-19 w Futsalu Kobiet 2024 – pierwszy turniej Mistrzostw Oceanii w Futsalu Kobiet. Wydarzenie to rozgrywane było na Wyspach Salomona. Rozpoczęło się ono 17 sierpnia, a zakończyło 25 sierpnia 2024 roku.

## Zespoły
W turnieju finałowym zagra 5 drużyn.
| Reprezentacja  | Ostatni występ | Najlepszy wynik | Wynik       |
| -------------- | -------------- | --------------- | ----------- |
| Fidżi          | debiutantki    | debiutantki     | II miejsce  |
| Nowa Zelandia  | debiutantki    | debiutantki     | Mistrzynie  |
| Wyspy Salomona | debiutantki    | debiutantki     | IV miejsce  |
| Tahiti         | debiutantki    | debiutantki     | III miejsce |
| Tonga          | debiutantki    | debiutantki     | Faza ligowa |

## Miasta i hale
Turniej odbył się w jednej hali.
| Honiara          |
| ---------------- |
| Friendship Hall  |
| Pojemność: 1 500 |
| Honiara          |

## Faza ligowa
Na podstawie:
Legenda
|  | Awans do finału.             |
|  | Awans do meczu o 3. miejsce. |
|  | Odpadnięcie z turnieju.      |

Gdy dwie lub więcej drużyn zakończy fazę grupową z taką samą liczbą punktów, o kolejności w tabeli decyduje:
1. bilans bramkowy
2. liczba goli zdobytych w fazie grupowej;
3. punkty zdobyte w meczach pomiędzy danymi drużynami;
4. różnica bramek w meczach pomiędzy danymi drużynami;
5. zdobyte bramki w meczach pomiędzy danymi drużynami;
6. klasyfikacja fair play;
7. losowanie.

| Lp. | Drużyna        | M | Mecze | Mecze | Mecze | Bramki | Bramki | Bramki | Pkt |
| Lp. | Drużyna        | M | W     | R     | P     | +      | −      | +/−    | Pkt |
| --- | -------------- | - | ----- | ----- | ----- | ------ | ------ | ------ | --- |
| 1.  | Nowa Zelandia  | 4 | 4     | 0     | 0     | 29     | 2      | +27    | 12  |
| 2.  | Fidżi          | 4 | 3     | 0     | 1     | 13     | 12     | +1     | 9   |
| 3.  | Tahiti         | 4 | 2     | 0     | 2     | 12     | 9      | +3     | 6   |
| 4.  | Wyspy Salomona | 4 | 1     | 0     | 3     | 5      | 15     | −10    | 3   |
| 5.  | Tonga          | 4 | 0     | 0     | 4     | 0      | 21     | −21    | 0   |

### 1. kolejka
| 17 sierpnia 2024 06:00 CEST | Nowa Zelandia · Leong 2', 7' · Kraakman 3' · Evans 10' · Cooper 13' · Bloomfield 31' · Anthony 34' · Bremner 37' · Catherwood 39' · Boobyer 39' | 10:0(2:1)Raport | Tonga | Friendship Hall, Honiara Widzów: 500 Sędzia: Arnaud Llambrich |
|                             | |                 |       |                                                               |

| 17 sierpnia 2024 08:00 CEST | Tahiti · Rameha 15' | 1:2(1:1)Raport | Fidżi · 17', 36' Likuculacula | Friendship Hall, Honiara Widzów: 550 Sędzia: Benjamin Norman |
|                             |                     |                |                               |                                                              |

### 2. kolejka
| 18 sierpnia 2024 06:00 CEST | Fidżi · Diyalowai 1', 21' · Likuculacula 25' · Tuberi 30' | 4:0(1:0)Raport | Tonga | Friendship Hall, Honiara Widzów: 450 Sędzia: Philip Mana |
|                             |                                                           |                |       |                                                          |

| 18 sierpnia 2024 08:00 CEST | Tahiti · Hauata 2' · Rameha 7' · Tissot 17' · Deane 32' · Mai 34' | 5:1(3:1)Raport | Wyspy Salomona · 10' Pegi | Friendship Hall, Honiara Widzów: 900 Sędzia: Malkom Mayoho |
|                             |                                                                   |                |                           |                                                            |

### 3. kolejka
| 20 sierpnia 2024 06:00 CEST | Fidżi · Likuculacula 26' | 1:9(0:5)Raport | Nowa Zelandia · 2', 19' Catherwood · 5' (sam.) Veronika · 14', 30' Manak · 17' Cooper · 29' Leong · 36' Bloomfield · 39' Kraakman | Friendship Hall, Honiara Widzów: 300 Sędzia: Arnaud Llambrich |
|                             |                          |                | |                                                               |

| 20 sierpnia 2024 08:00 CEST | Tonga | 0:2(0:0)Raport | Wyspy Salomona · 26', 27' Pegi | Friendship Hall, Honiara Widzów: 400 Sędzia: Reem Albishi |
|                             |       |                |                                |                                                           |

### 4. kolejka
| 22 sierpnia 2024 06:00 CEST | Tonga | 0:5(0:2)Raport | Tahiti · 1' (k), 24' (39) Hioe · 16' Taumaa · 39' Fournier | Friendship Hall, Honiara Widzów: 150 Sędzia: Benjamin Norman |
|                             |       |                |                                                            |                                                              |

| 22 sierpnia 2024 08:00 CEST | Wyspy Salomona | 0:4(0:2)Raport | Nowa Zelandia · 1' Kraakman · 14' Bremner · 22', 29' Boobyer | Friendship Hall, Honiara Widzów: 350 Sędzia: Arnaud Llambrich |
|                             |                |                |                                                              |                                                               |

### 5. kolejka
| 23 sierpnia 2024 06:00 CEST | Nowa Zelandia · Kraakman 1' · Manak 17' · Catherwood 20', 28', 36' · Evans 31' | 6:1(3:0)Raport | Tahiti · 37' Hioe | Friendship Hall, Honiara Widzów: 250 Sędzia: Arnaud Llambrich |
|                             |                                                                                |                |                   |                                                               |

| 23 sierpnia 2024 08:00 CEST | Wyspy Salomona · Nasau 6' (sam.) · Tuberi 21' (sam.) | 2:6(1:5)Raport | Fidżi · 2', 5' Likuculacula · 13' Kuladina · 16' Diyalowai · 20' Nasau · 36' Hussein | Friendship Hall, Honiara Widzów: 400 Sędzia: Benjamin Norman |
|                             |                                                      |                |                                                                                      |                                                              |

## Mecz o 3. miejsce
| 25 sierpnia 2024 06:00 CEST | Tahiti · Manutahi 17' · Hauata 18', 37' · Ueva 35' | 4:3(2:0)Raport | Wyspy Salomona · 21', 38' Pegi · 36' Arukau | Friendship Hall, Honiara Widzów: 900 Sędzia: Max Lauridsen |
|                             |                                                    |                |                                             |                                                            |

## Finał
| 25 sierpnia 2024 08:00 CEST | Nowa Zelandia · Kraakman 1', 33' · Boobyer 9' · Leong 27' · Bremner 28' · Manak 35' · Diyalowai 37' (sam.) | 7:1(2:1)Raport | Fidżi · 18' Likuculacula | Friendship Hall, Honiara Widzów: 1 000 Sędzia: Philip Mana |
|                             | |                |                          |                                                            |

## Strzelczynie

### 7 goli
- Koleta Likuculacula

### 6 goli
- Jemma Catherwood
- Hannah Kraakman

### 5 goli
- Ileen Pegi

### 4 gole
- Libby Boobyer
- Tessa Leong
- Dayna Manak
- Ninauea Hioe

### 3 gole
- Sofi Diyalowai
- Jordana Bremner
- Lokelani Hauata

### 2 gole
- Alosi Bloomfield
- Maxine Cooper
- Jamie Evans
- Marina Rameha

### 1 gol
- Aliza Hussein
- Cema Nasau
- Sisilia Tuvou Kuladina
- Unaisi Tuberi
- Shivy Anthony
- Vateanui Deane
- Gwendoline Fournier
- Kohai Mai
- Hereiti Manutahi
- Aurelya Tissot
- Ileen Pegi
- Hanihei Taumaa
- Raimateata Ueva
- Madeline Arukau

### Gole samobójcze
- Sofi Diyalowai (dla Nowej Zelandii) (w finale)
- Cema Nasau (dla Wysp Salomona)
- Unaisi Tuberi (dla Wysp Salomona)
- Maria Veronika (dla Nowej Zelandii)

## Drużyna zakwalifikowana do MŚ
W turnieju Mistrzostw Świata w Futsalu Kobiet 2025 na Filipinach wezmą udział:
| Drużyna       | Sposób kwalifikacji | Data kwalifikacji | Ostatni występ | Najlepszy wynik |
| ------------- | ------------------- | ----------------- | -------------- | --------------- |
| Nowa Zelandia | Zwycięstwo w finale | 25 sierpnia 2024  | debiutant      | debiutant       |

## Klasyfikacja końcowa
| Miejsce                       | Reprezentacja  | Mecze | Punkty | Bramki+ | Bramki− | Bramki +/− |
| ----------------------------- | -------------- | ----- | ------ | ------- | ------- | ---------- |
| złoto                         | Nowa Zelandia  | 5     | 15     | 36      | 3       | +33        |
| srebro                        | Fidżi          | 5     | 9      | 14      | 19      | -5         |
| brąz                          | Tahiti         | 5     | 9      | 16      | 12      | +4         |
| 4.                            | Wyspy Salomona | 5     | 3      | 8       | 19      | -11        |
| Wyeliminowane w fazie ligowej |                |       |        |         |         |            |
| 5.                            | Tonga          | 4     | 0      | 0       | 21      | -21        |